# کریس پدرسون (بازیگر)
جان فیلبین (به انگلیسی: Chris Pedersen) (زاده ۲۲ مارس ۱۹۶۳) بازیگر آمریکایی است.
از فیلم‌های معروف او می‌توان به بازی در فیلم نقطه شکست اشاره کرد.